# Камарило (Калифорнија)
Камарило (енгл. Camarillo) град је у америчкој савезној држави Калифорнија. По попису становништва из 2010. у њему је живело 65.201 становника.

## Демографија
Према попису становништва из 2010. у граду је живело 65.201 становника, што је 8.124 (14,2%) становника више него 2000. године.
| Група             | 2000.          | 2010.          |
| Белци             | 41.543 (72,8%) | 40.324 (61,8%) |
| Афроамериканци    | 856 (1,5%)     | 1.216 (1,9%)   |
| Азијати           | 4.129 (7,2%)   | 6.633 (10,2%)  |
| Хиспаноамериканци | 8.869 (15,5%)  | 14.958 (22,9%) |
| Укупно            | 57.077         | 65.201         |